# لين تومكينز
لين تومكينز (بالإنجليزية: Len Tomkins)‏ هو لاعب كرة قدم بريطاني في مركز الوسط، ولد في 16 يناير 1949 في ايزلورث في المملكة المتحدة. لعب مع إبسفليت يونايتد.